# Ritterkanton Odenwald

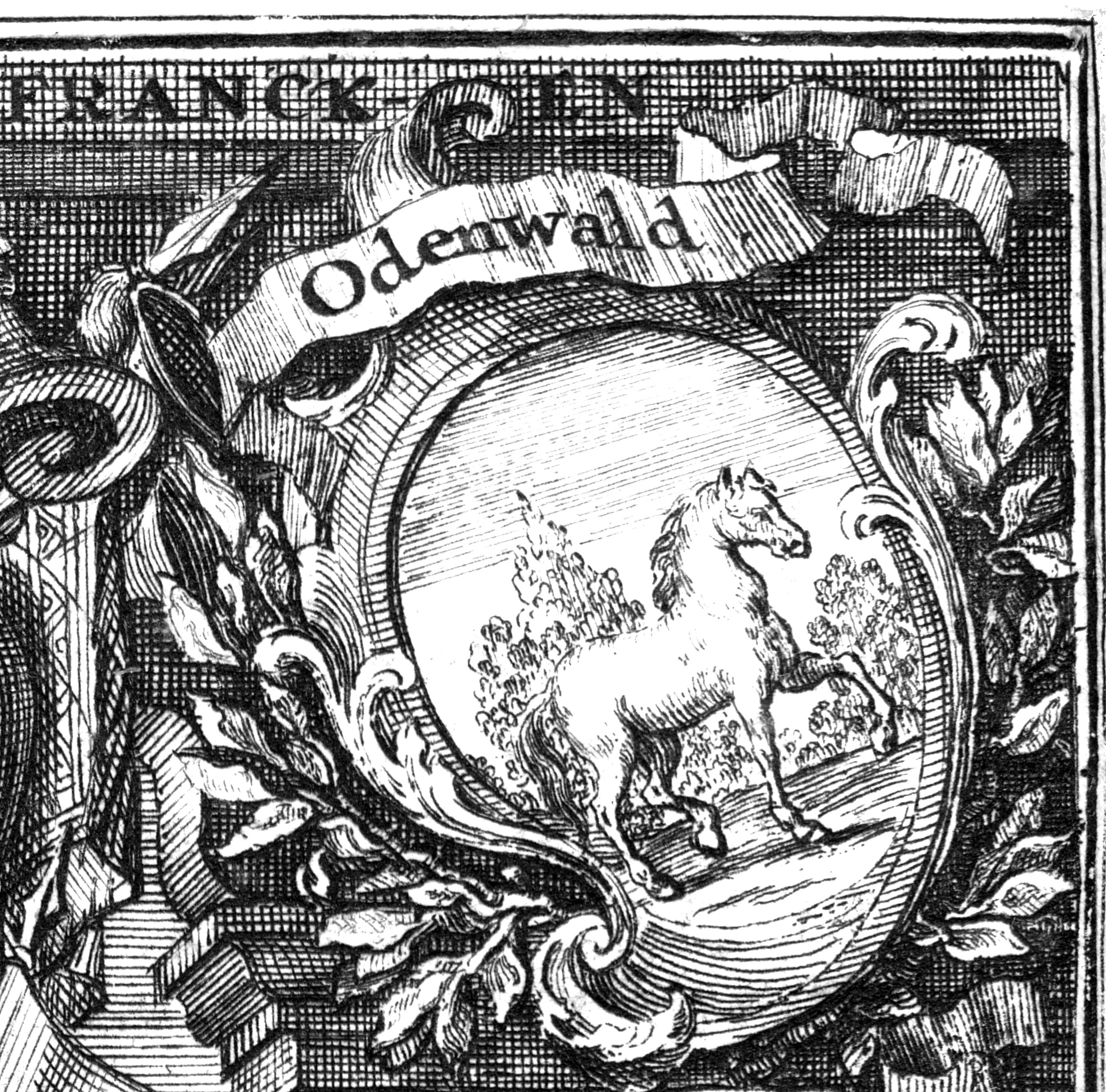
Codex diplomaticus equestris cum continuatione, oder Reichs-Ritter-Archiv, 1721

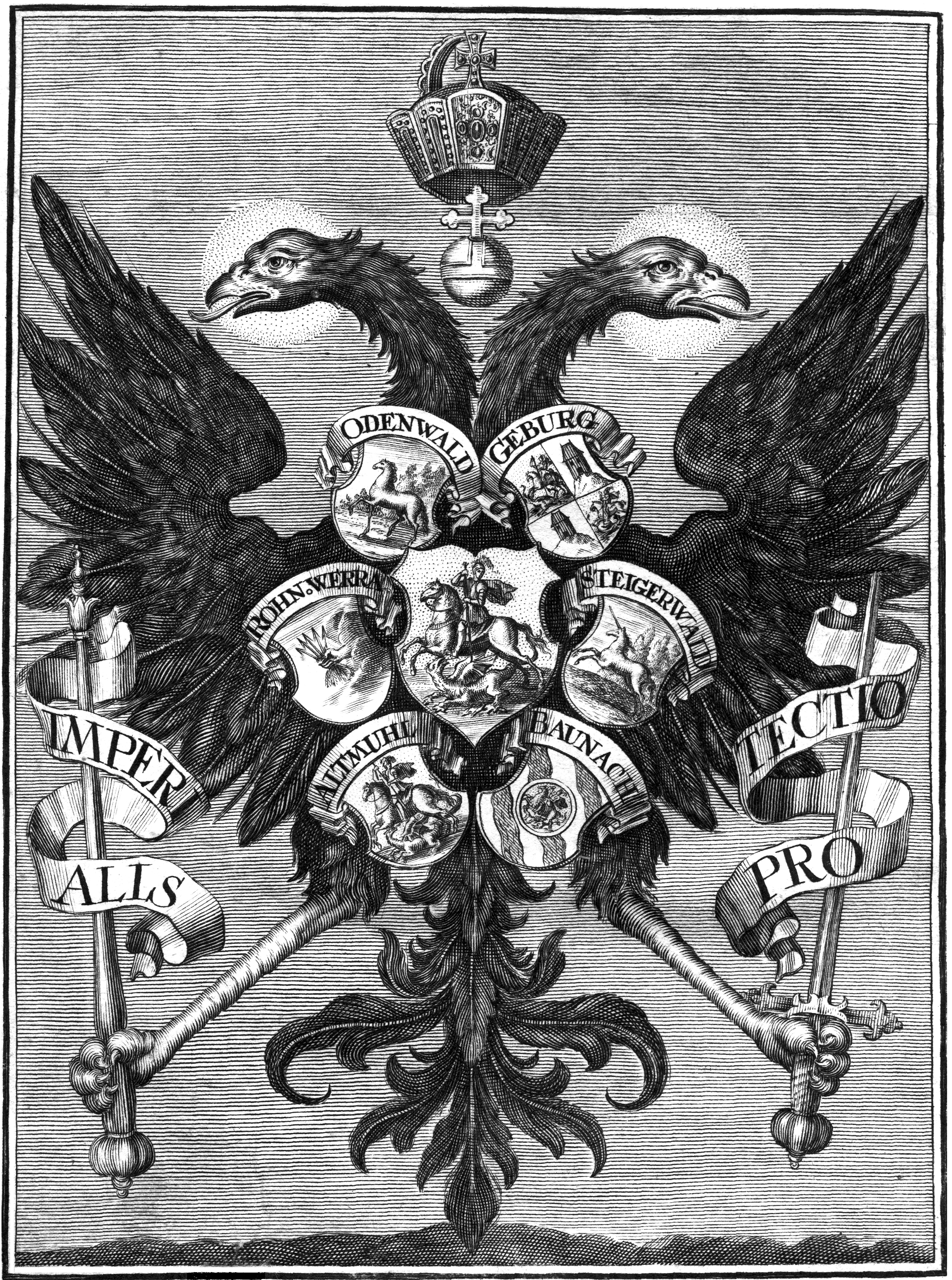
Des heiligen Römischen Reichs ohnmittelbahr = Freyer Ritterschafft Der Sechs Ort in Francken, 1720

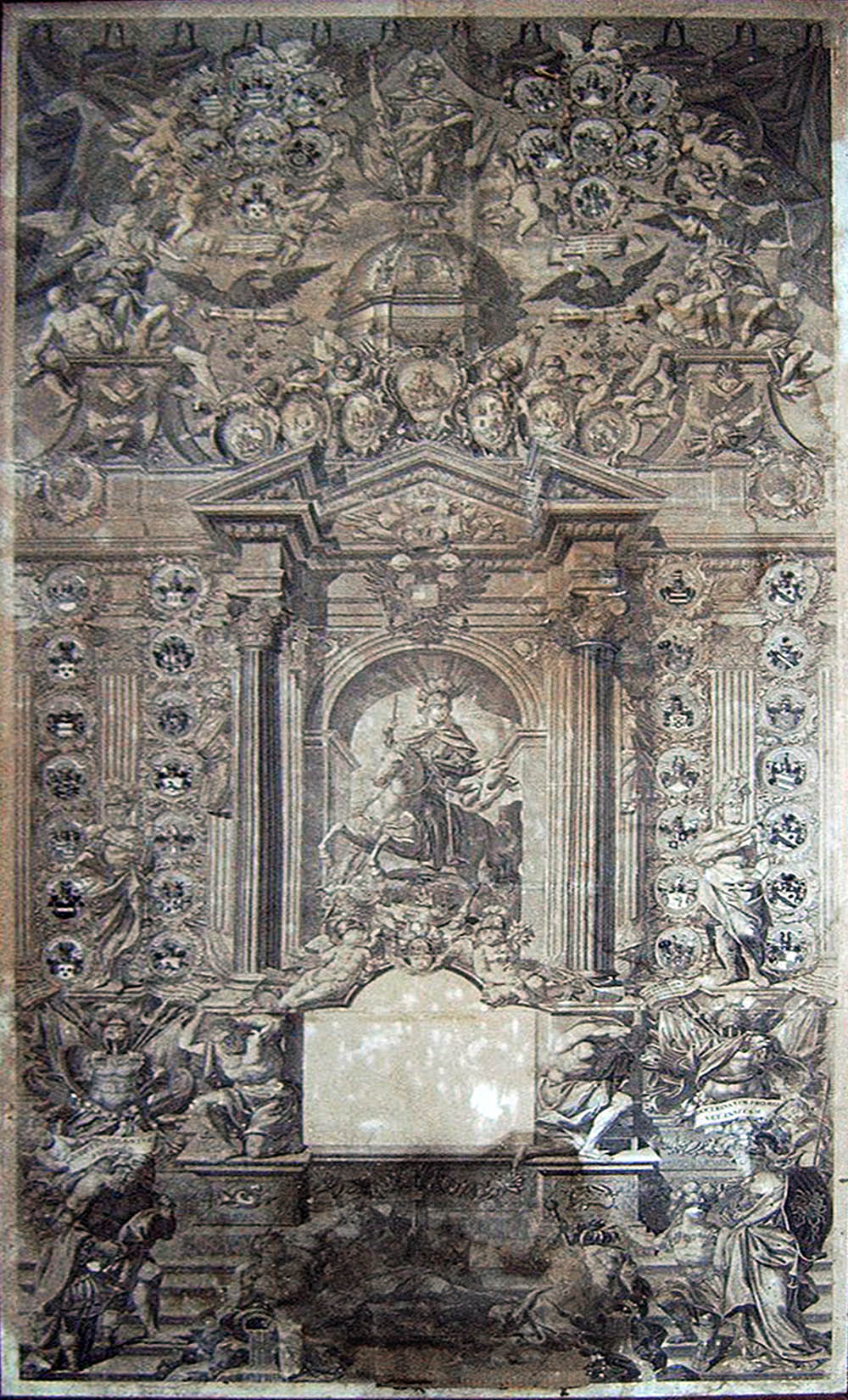
Reichesritterlicher fränkischer Kantonskalender, Archiv Burg Hornberg. Stich, 167 × 85 cm

Als Ritterkanton Odenwald wird eine Gemeinschaft ritterlicher Adelsfamilien im Odenwald bezeichnet, die seit dem hohen Mittelalter als Dienstmannen verschiedener Reichsfürsten in die Ministerialität aufgestiegen waren und bis zur Mediatisierung der Ritterschaft bzw. der Regionalfürstentümer zu Beginn des 19. Jahrhunderts die Lehensherrschaft über zahlreiche Ortschaften und Güter im Odenwald und angrenzenden Gebieten, begrenzt durch die Städte Frankfurt am Main, Heilbronn, Crailsheim und Würzburg, innehatten.
Der Kanton Odenwald war der mitgliederstärkste und reichste der fränkischen Orte mit ca. 150 Familien. Die reichsritterschaftlichen Territorien und damit auch der Ritterkanton Odenwald wurden 1806 aufgelöst. Bis zu seiner Auflösung hatte der Ritterkanton seinen Sitz in Kochendorf, dem heutigen Bad Friedrichshall.

## Geschichte
Die freie Reichsritterschaft in Deutschland gliederte sich seit dem 16. Jahrhundert in einen rheinischen, einen fränkischen und einen schwäbischen Ritterkreis, die sich wiederum aus verschiedenen Kantonen zusammensetzten. Der Ritterkanton Odenwald gehörte dem fränkischen Ritterkreis an. Im Norden und nach Osten war er den fränkischen Ritterkantonen Rhön-Werra, Steigerwald und Altmühl benachbart. Südlich und westlich war er an die schwäbischen Ritterkantone Kocher und Kraichgau angrenzend. Der Kanton hatte seine Wurzeln in älteren ritterlichen regionalen Vergesellschaftungsformen, wohl besonders auch der Gesellschaft mit dem Esel. Seit Mitte des 16. Jahrhunderts organisierte sich dann auch ein Ritterkanton im Raum Odenwald zum Zweck der eigenständigen Verwaltung der seit 1542 auch dem Ritteradel abverlangten Steuern, bis sich mehrere Kantone bis 1562 (mit Verzögerung der schon vorher gegründeten schwäbischen Kantone) in der fränkischen Reichsritterschaft zusammenfanden.
Sich konfessional bis zum Augsburger Religionsfrieden eher bedeckt haltend (da die meisten Gebiete der Odenwälder Ritterschaft der Zenthoheit benachbarter Fürsten unterworfen waren), stand danach die große Mehrheit lutherisch. Durch Konversionen kam es im 17. und 18. Jahrhundert zu einer Durchmischung (ein Zweig der Adelsheim bekannte sich zum Calvinismus, die Stetten zu Kocherstetten wurden im 16. Jahrhundert Anhänger des Theologen Matthias Flacius, die Aschhausen zu Aschhausen wurden nach 1581 wieder katholisch), doch blieb die Mehrheit lutherischen Glaubens.
Erster Sitz der Kanzlei des Kantons war Mergentheim. Um 1720 erhielt der Ritterkanton Odenwald vom Rat der Stadt Heilbronn die Erlaubnis, sein Archiv und seine Kanzlei in die Reichsstadt zu verlegen, in der sich damals bereits seit rund 100 Jahren auch die Verwaltung des Ritterkantons Kraichgau befand. Infolge der Verlegung der Kantonsverwaltung unter Ritterhauptmann Reinhard von Gemmingen-Hornberg (1677–1750), der dem Kanton seit 1715 vorstand, wohnten ritterschaftliche Bedienstete in der Reichsstadt und hatten dort, wie auch die Bediensteten des Kantons Kraichgau, zunächst vier, später acht Gulden Schutzgeld je Familie zu entrichten. Zu den hohen Kantonsbediensteten jener Zeit zählte der Rechtskonsulent August Wolfgang von Kinckel (1710–1768). Bis zur Verlegung nach Kochendorf, war danach auch Adelsheim mehrfach Tagungsort und zeitweise Sitz der kantonalen Verwaltung, da es in Heilbronn immer wieder zu Konflikten mit dem reichsstädtischen Rat kam.
Unter Kantonsdirektor Meinhardt Friedrich Franz Rüdt von Collenberg (1720–1789) erwarb der Ritterkanton 1762 Besitz in Kochendorf und verlegte seine Kanzlei 1764 dorthin. Der Ritterkanton trachtete danach, in Kochendorf auch den Blutbann, d. h. die hohe Gerichtsbarkeit zu erlangen, die vom Kaiser jedoch an die Besitzer des dortigen Schlosslehens, die Nachfahren Reinhard von Gemmingen-Hornbergs, vergeben war.
Verbunden mit der Übersiedlung des Ritterkantons nach Kochendorf wurde dort zur Unterbringung der zu den mehrwöchigen Konventen am Ort weilenden 30 bis 50 Reichsritter 1761 bis 1764 der nach dem Kantons-Syndikus Georg David Jäger (1712–1779) benannte Syndikus Jägersche Bau errichtet. Jäger wurde in die Finanzmisere des 1777 zurückgetretenen Kantonshauptmanns Rüdt von Collenberg verwickelt und veröffentlichte daraufhin die Schrift Unterricht an das Publikum, in der er Intrigen und Bestechungen innerhalb des Ritterkantons bloßstellte.
Unter Rüdt von Collenbergs Nachfolger Philipp von Gemmingen (1702–1785) aus dem Guttenberger Ast der Freiherren von Gemmingen gelang es dem Ritterkanton 1784, die hohe Gerichtsbarkeit über Kochendorf zu erlangen. Philipps Neffe Karl Friedrich Reinhard von Gemmingen (1739–1822) war von 1785 an bis zur Mediatisierung der Reichsritterschaft der letzte Kantonsdirektor und Generaldirektor der Reichsritterschaft.

## Organisation

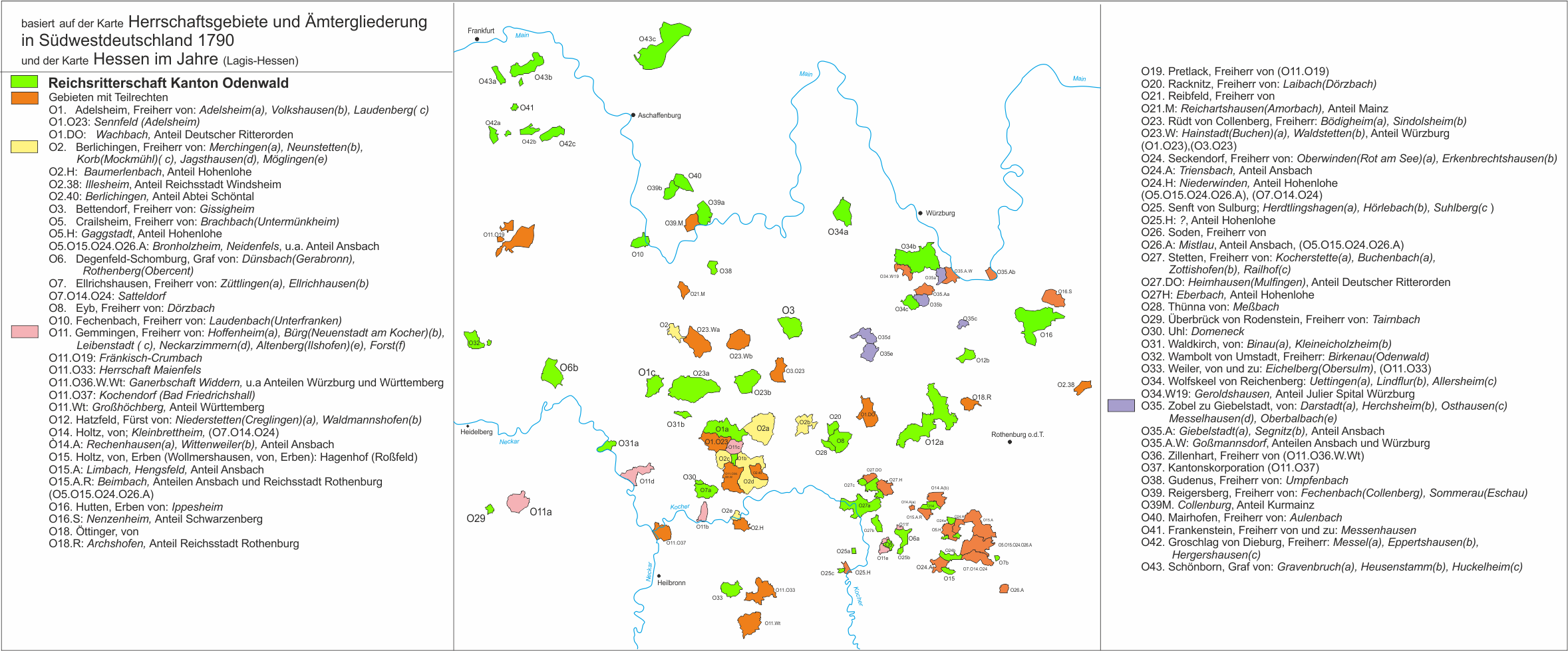
Gebiete der Reichsritterschaft Odenwald

An der Spitze stand normalerweise ein auf Lebenszeit gewählter Ritter. Diesem stand ein Ritterat von sechs ebenfalls auf Lebenszeit bestimmten Rittern zur Seite. Zwei sogenannte Truhenmeister (Einnehmer) besorgten die Einziehung der Steuern. Das Personal, Syndici genannt, waren in der Regel Bedienstete. Für spezielle Aufgaben wurden zeitlich befristete Ausschüsse gebildet. Die Ritter- oder Ortstage, die ordentlichen Versammlungen der Ritterschaft, fanden anfangs an den Kanzleisitzen, später an wechselnden Orten, zweimal im Jahr statt.

## Ritterorden

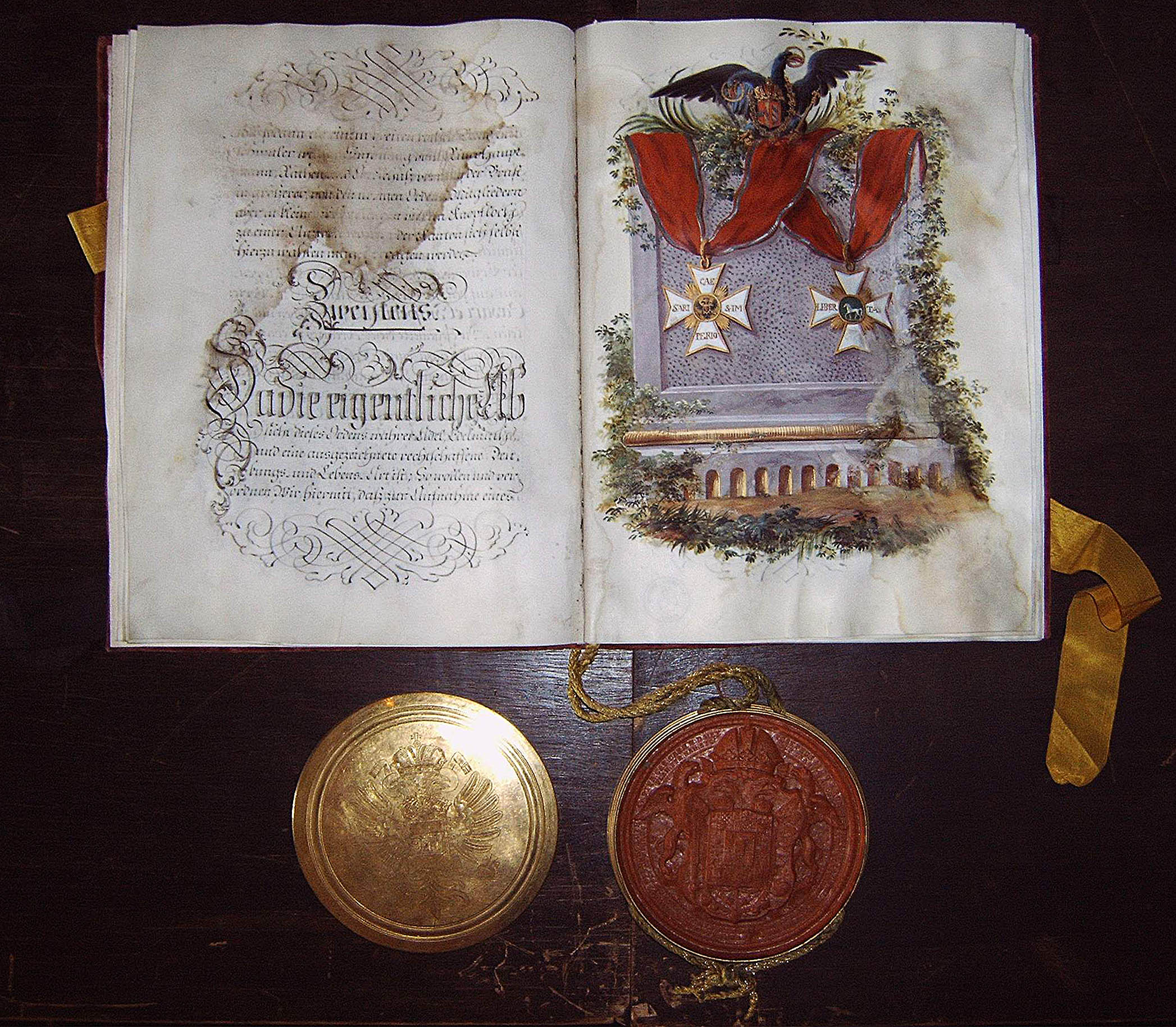
Stiftungsurkunde des Ritterordens

1788 stiftete Kaiser Joseph II. einen Ritterorden für die Ritter des Kantons Odenwald, ähnlich dem Orden der unmittelbaren Reichsritterschaft des schwäbischen Ritterkreises. Zweck der Stiftung war die Mittelbeschaffung für die Gründung eines adligen Frauenstifts, was aber bis zur Mediatisierung nicht realisiert wurde. Die Ordensdekoration bestand aus einem gold eingefassten, weiß emaillierten Malteserkreuz mit der Inschrift CAE:SARI:&IMP:ERIO (Dem Kaiser und dem Reich). In der Mitte befand sich ein Medaillon mit dem kaiserlichen Doppeladler. Das Revers zeigt ein Medaillon mit dem Wappen des Kantons (Schimmel auf grünem Grund) und das Wort LIBER:TAS (Freiheit). Hauptleute, Räte und Ausschussmitglieder sollten das Kreuz um den Hals, die restlichen Mitglieder im Knopfloch tragen. Nur im Odenwald begüterte Ritter mit acht Ahnen konnten aufgenommen werden.

## Ende der Reichsritterschaft
Schon seit dem Winter 1802/1803 hatten die großen Territorialstaaten Bayern und Württemberg (1804 auch die Fürsten von Leiningen, Hohenlohe und zu Löwenstein) versucht, im sogenannten Rittersturm sich der benachbarten meist zersplitterten und kleinen Gebiete der Reichsritter zu bemächtigen. Ab 1806, obgleich der Reichsdeputationshauptschluss diese nicht vorgesehen hatte, erfolgte dann die endgültige Mediatisierung. Die Rheinbundakte sanktionierte in Artikel 25 diese einseitigen Maßnahmen.
Archiv und Registratur des Ritterkantons wurden von Württemberg beschlagnahmt und befinden sich heute im Staatsarchiv Ludwigsburg.

## Ritterhauptleute
| Amtszeit  | Name                                                                                | Lebensdaten                          |
| --------- | ----------------------------------------------------------------------------------- | ------------------------------------ |
| 1542      | Graf Philipp von Rieneck                                                            |                                      |
| vor 1559  | Sebastian Rüdt von Bödigheim                                                        |                                      |
| 1560–1572 | Albrecht von Rosenberg                                                              | um 1519–1572                         |
| 1574–1585 | Sebastian von Crailsheim zu Morstein                                                |                                      |
| 1584–1613 | Bernhard von Hutten, Konrad von Vellberg, Hans Georg von Berlichingen (abwechselnd) | (Hutten) † 1613                      |
| 1613–1618 | Albrecht Christoph von Rosenberg                                                    | † 1619                               |
| 1622–1628 | Hans Philipp von Crailsheim                                                         |                                      |
| 1628–1629 | Wolf von Crailsheim                                                                 |                                      |
| 1629–1632 | Albrecht Christoph von Rosenberg                                                    | * 15. Februar 1561 – 11. Januar 1632 |
| 1632–1633 | Valentin Heinrich Rüdt von Bödigheim und Collenberg                                 |                                      |
| 1640–1651 | Johann Kaspar von Herda zu Domeneck und Züttlingen                                  |                                      |
| 1652–1680 | Weiprecht von Gemmingen zu Hornberg                                                 | 1608–1680                            |
| 1678–1686 | Hans Christoph von Adelsheim                                                        |                                      |
| 1686–1694 | Hans Christoph Wolfskeel                                                            |                                      |
| 1694–1715 | Albrecht Ludwig von Eyb                                                             | † 1715                               |
| 1717–1750 | Reinhard von Gemmingen-Hornberg                                                     | 1677–1750                            |
| 1750–1777 | Meinhard Friedrich Franz Rüdt von Collenberg                                        | 1720–1785                            |
| 1777–1785 | Philipp von Gemmingen-Guttenberg                                                    | 1702–1785                            |
| 1786–1806 | Karl Friedrich Reinhard von Gemmingen, Linie Bonfeld-Oberschloss                    | 1739–1822                            |

## Adelsfamilien im Kanton Odenwald
Bis 1806 gehörten dem Ritterkanton Odenwald folgende Adelsfamilien an:
- Absberg (auch Kanton Altmühl) († vor 1751)
- Adelsheim 1550
- Angelloch († vor 1751)
- Ansbach († vor 1550)
- Aschhausen (1550; † vor 1751)
- Avila zu Königshofen an der Tauber († vor 1751)
- Babenhausen 1550
- Balitzheim 1550
- Baltzhoven († vor 1550)
- Bartenstein († vor 1350)
- Berlichingen auf Illesheim (auch 1550)
- Bernholde von und zu Eschau (später auch im Elsass)
- Bertram († vor 1751)
- Bettendorf
- Bickenbach (auch im Kanton Steigerwald; † vor 1751)
- Biberern (1550; † vor 1751)
- Bobenhausen (auch im Kanton Rhön-Werra)
- Bonn in der Bergstraße († vor 1751)
- Buches zu Seligenstadt († vor 1751)
- Capler von Oedheim genannt Bautz († vor 1751)
- Cottenheim zu Röttingen und Eichholzheim († vor 1550, 1751)
- Crailsheim (1550, auch im Kanton Steigerwald)
- Dachröden zu Unter Balbach († vor 1751)
- Degenfeld (Grafen) (auch Kanton Rhön-Werra)
- Didelzheim († vor 1550)
- Döhlau zu Jartheim († vor 1751)
- Düren († vor 1550, auch Rhön-Werra)
- Eberbach († vor 1751)
- Echter zu Mespelbrunn (1550, auch im Kanton Steigerwald, † vor 1751)
- Ehenheim (1550, auch im Kanton Altmühl, † vor 1751)
- Eicholzheim († vor 1550, 1751)
- Ellrichshausen (Freiherren) auf Schloss Assumstadt (auch 1550)
- Eltershofen zu Oberlauda, ursprünglich Burg Eltershofen;
(auch 1550, auch Kanton Altmühl, † vor 1751)
- Erbmarschalle des HRR und Grafen zu Pappenheim
- Erer von Sanzenbach zu Crailsheim, ursprünglich auf Schloss Sanzenbach († vor 1751)
- Erffa
- Ehrenberg zu Hainstatt († vor 1751)
- Eyb (auch Kanton Altmühl)
- Eyllern 1550
- Eysack zu Jagstheim († vor 1751)
- Faulhaber zu Urb († vor 1751)
- Fechenbach (1550, auch Kanton Rhön-Werra)
- Finsterlohe (auch im Kanton Altmühl, † vor 1550, 1751)
- Frankenstein (1550, auch im Kanton Steigerwald)
- Fronhofen (auch im Kanton Altmühl)
- Fuchse von Kandenberg (1550, auch im Kanton Baunach, † vor 1751)
- Gabel von Buchen zu Eberstadt († vor 1751)
- Gännßen 1550
- Gailinge von Altheim (1550, später im Würtembergischen)
- Gans von Otzberg († 1694)
- Gebsattel (auch im Kanton Rhön-Werra)
- Gemmingen (Freiherren) auf Hornberg (auch 1550)
- Geupel zu Schelkrippen und Hünerstein 1550
- Geyer von Giebelstadt (1550; † vor 1751)
- Goldochs 1550
- Göler von Ravensburg
- Graerodt († vor 1751)
- Grecken von Kochendorf (1550; † vor 1751)
- Greiffenclau von Vollraths (auch im Kanton Baunach)
- Großenschlag (auch Groschlag von Dieburg) 1550
- Gunsradt 1550
- Gundelsheim (Kanton Altmühl)
- Gunzenrode († vor 1751)
- Hackhen 1550
- Habern zu Minnenberg und Laudenberg († vor 1751)
- Hagenbach 1550
- Handschuhsheim († vor 1751)
- Haide zu Königsheim (von der Heydt zu Königheim) († wahrscheinlich 1675)
- Harthausen
- Hartheim und Domeneck (von und zu Hardheim und Domeneck) (1550; † vor 1751)
- Hattstadt zu Weibach und Werth († vor 1751)
- Hauder 1550
- Hausner von Heppenheim († vor 1751)
- Haußenstein 1550
- Hatzfeld (Grafen und Fürsten)
- Hedersdorff (Heddersdorf, Hettersdorf) (1550, auch im Kanton Rhön-Werra)[6]
- Hedigkheim (?) (Hettingen) († vor 1751)
- Helmstatt 1550
- Herda zu Assumstadt († vor 1751)
- Hertingshausen († vor 1751)
- Heusenstamm (verzogen in „Kaiserliche Erb Lande“)
- Hildebrande von Hildebrandseck († vor 1751)
- Hirschberg 1550
- Hirschhorn und Zwingenberg (von und zu) (1550; † vor 1751)
- Hölzel von Sternstein
- Holz
- Hofwart von Kirchheim zu Widdern († vor 1751)
- Hund von Wenkheim (Wenkheim) († vor 1751)
- Hutten (auch im Kanton Baunach)
- Ingelheim (Grafen) genannt Echter von Mespelbrunn
- Jemmerer († vor 1751)
- Jaan († vor 1751)
- Jacob von und zu Hollach
- Kalb von Rheinheim († vor 1550, 1751)
- Kampfe von Gödau († vor 1751)
- Keck zu Crailsheim und Burg unter Limpurg († vor 1751)
- Kleebiß zu Greussenbach († vor 1751)
- Klengel (Freiherren)
- Klinckhard zu Vockerod († vor 1550, 1751)
- Kolbe (Freiherren) von Rheindorff zu Alssumstadt († vor 1751)
- Kottwitz von Aulenbach (1550, auch im Kanton Rhön-Werra)
- Kritheim 1550
- Kuchenmeister von Gamberg (Gamburg) (auch im Kanton Rhön-Werra; † vor 1751)
- Landschad von Steinach (1550; † vor 1751)
- Lauttern zu Schelkrippen (Schöllkrippen) († vor 1751)
- Lainningen zu Dambach (Leiningen) († vor 1751)
- Laymingen 1550
- Leuzenbrunn zu Baldersheim (1550; † vor 1751)
- Liebenstein
- Liechtenstein (auch im Kanton Baunach)
- Lochinger von und zu Archshofen und Walckershofen (1550; † vor 1751)
- Löwenstein-Wertheim (Fürsten)
- Mairhofen
- Metternich-Müllenarck zu Neckar Steinach
- Modschittler zu Rheinsbronn (auch im Kanton Gebürg; † vor 1751)
- Morsbach 1550
- Morstein (von und zu) (auch Morschstein) auf Burg Morstein
 (1550; † vor 1751)
- Mosbach von Lindenfels († vor 1751)
- Muggenthal (Grafen)
- Münche von Rosenberg († vor 1751)
- Mußlohe (auch im Kanton Altmühl; † vor 1751)
- Mylach († vor 1751)
- Neideck zu Lobenbach (1550; † vor 1751)
- Neuenstein auf Burg Neufels ursprünglich Neuenstein († vor 1751)
- Oefner (1550; † vor 1751)
- Pfraumheim zu Großen Wallstadt (1550; † vor 1751), odenwald-fränkischer Zweig der Praunheim
- Pretlack
- Raubenhaupt zu Grumbach († vor 1751)
- Randersacker (auch im Kanton Steigerwald)
- Razenberg zu Uttingen († vor 1550)
- Reigersberg
- Reinstein († vor 1751)
- Reyn 1550
- Riedern (1206; † 1588)
- Rinderbach (1550; † vor 1751)
- Rosenbach (auch im Kanton Baunach)
- Rosenberg, Schipf, Haldenbergstetten und Waldmannshofen (von und zu) (1550; † vor 1751)
- Rotenstein (1550; † vor 1751)
- Rüdt von Bödigkheim 1550
- Rüdt von Collenberg (Freiherren) 1550
- St. André
- Seickach (Seckach) († vor 1751)
- Schaden 1550
- Schelme von Bergen 1550
- Schertlin von Burtenbach
- Schlez zu Münckheim und Bockenfeld († vor 1751)
- Schneeberg († vor 1751)
- Schönborn (Grafen)
- Schrotzberg (erloschen vor 1550, auch im Kanton Altmühl)
- Schwalbach zu Benzheim († vor 1751)
- Seckendorff (Freiherren) (auch im Kanton Steigerwald)
- Senft von Sulburg Stadtadelsgeschlecht der Reichsstadt Hall mit späterem Sitz auf der Suhlburg;
 Nachfahren des Patriziergeschlechts der Sulmeister von Hall
 auch im Kanton Kocher mit dem 1524 erworbenen Matzenbach
- Sparren 1550
- Spießen 1550
- Steinhäuser zu Neidenfels und Rechenberg († vor 1751)
- Stetten auf Schloß Stetten (Kocherstetten), auch 1550
- Stettenberg zu Gamberg (Gamburg) (1550; † vor 1751)
- Stettner von Grabenhof (auch im Kanton Altmühl)
- Stumpf genannt Milchling zu Urb († vor 1751)
- Stumpf von Schwamberg (Schweinberg) († vor 1751)
- Sützel von Mergentheim zu Unterbalbach (Lauda-Königshofen) (1550; † vor 1751)
- Swerts von Landas zu Weinheim († vor 1751)
- Truchseß 1550 (siehe Truchseß (Adelsgeschlecht))
- Truchseß von Baldersheim in Aub († vor 1751)
- Uberbruck von Rotenstein zu Darnbach
- Ullner von Diepurg (Dieburg)
- Ußigksheim (Uissigheim) (auch im Kanton Rhön-Werra; † vor 1751)
- Uzlinger zu Seickach und Schaltberg
- Vellberg und Leofels (von und zu)
 auf Burg Vellberg und Burg Leofels (1550; † vor 1751)
- Vockenrod (Vockenrot)(† vor 1751)
- Vockes zu Wallstadt (1550; † vor 1751) (eigentlich Focke von Wallstadt)[7]
- Walborn 1550
- Walderdorff zu Eubigheim (Ahorn) († 11. Februar 1694)
- Waldmannshofen († vor 1751)
- Wallhart zu Neuenstadt († vor 1751)
- Wambolt von Umstadt 1550
- Wasen zu Bodenhausen und Meinheim 1550
- Weiler, auch Weyler auf Weyler (Fichelberg) 1550
- Weiler mit dem Storch († vor 1751)
- Weitolshausen genannt Schrautenbach
- Wichsenstein zu Hainstadt (1550, auch im Kanton Gebürg; † vor 1751)
- Wittstadt genannt Hagenbach zu Heuchlingen und Duttenberg (auch im Kanton Rhön-Werra; † vor 1751)
- Wolfskeel (Freiherren) von Reichenberg (auch 1550)
- Wolmarshausen zu Amblishagen (1550; † vor 1751)
- Wrede zu Weinheim
- Zobel von und zu Giebelstadt 1550
- Zorn († vor 1550)
- Züllnhart
- Zwingenberg († vor 1751)